# Intelligence synthétique
 (mai 2023).
L'intelligence synthétique (IS, issu de l'anglais synthetic intelligence) est un terme alternatif pour désigner l'intelligence artificielle en soulignant que l'intelligence des machines n'a pas besoin d'être une imitation ou artificielle de quelque manière ; il peut s'agir d'une véritable forme d'intelligence.,
John Haugeland propose une analogie avec les diamants simulés et les diamants synthétiques - seul le diamant synthétique est vraiment un diamant. Synthétique signifie ce qui est produit par synthèse, combinant des parties pour former un tout. Autrement dit, une version humaine de ce qui est apparu naturellement. Une « intelligence synthétique » serait donc, ou semblerait, conçu par l'humain, mais ne serait pas une simulation.